# Musoma
Musoma es una ciudad de Tanzania, capital de la región de Mara en el norte del país. Dentro de la región, forma una subdivisión equiparada a un valiato y es al mismo tiempo la sede administrativa del valiato rural homónimo sin formar parte del mismo.
En 2012, el territorio de la ciudad tenía una población total de 134 327 habitantes.
La localidad se ubica en la costa meridional de la bahía que forma el río Mara al desembocar en el lago Victoria. Al este de la ciudad pasa la carretera B6, que une Mwanza con Kisumu recorriendo la costa oriental del lago.

## Historia
La localidad fue fundada por los kabwas, en cuyo idioma la palabra "omusoma" viene a significar "cordón litoral", haciendo referencia el topónimo a la presencia de varias de estas formaciones en la costa próxima al asentamiento. A finales del siglo XIX, la localidad se integró en el África Oriental Alemana cuando varias tribus que estaban en guerra contra los kabwas se aliaron con los alemanes para conquistar la zona; desde entonces, durante mucho tiempo Musoma pasó a estar habitada principalmente por kwayas. La ciudad fue desarrollada como capital regional por los alemanes, quienes trasladaron aquí su sede administrativa por sus facilidades geográficas para establecer un puerto.

## Subdivisiones
El territorio de la ciudad se divide en las siguientes 13 katas:
- Buhare
- Bweri
- Iringo
- Kamunyonge
- Kigera
- Kitaji
- Makoko
- Mukendo
- Mwigobero
- Mwisenge
- Nyakato
- Nyamatare
- Nyasho

## Clima
| Parámetros climáticos promedio de Musoma | Parámetros climáticos promedio de Musoma | Parámetros climáticos promedio de Musoma | Parámetros climáticos promedio de Musoma | Parámetros climáticos promedio de Musoma | Parámetros climáticos promedio de Musoma | Parámetros climáticos promedio de Musoma | Parámetros climáticos promedio de Musoma | Parámetros climáticos promedio de Musoma | Parámetros climáticos promedio de Musoma | Parámetros climáticos promedio de Musoma | Parámetros climáticos promedio de Musoma | Parámetros climáticos promedio de Musoma | Parámetros climáticos promedio de Musoma |
| Mes                                      | Ene.                                     | Feb.                                     | Mar.                                     | Abr.                                     | May.                                     | Jun.                                     | Jul.                                     | Ago.                                     | Sep.                                     | Oct.                                     | Nov.                                     | Dic.                                     | Anual                                    |
| ---------------------------------------- | ---------------------------------------- | ---------------------------------------- | ---------------------------------------- | ---------------------------------------- | ---------------------------------------- | ---------------------------------------- | ---------------------------------------- | ---------------------------------------- | ---------------------------------------- | ---------------------------------------- | ---------------------------------------- | ---------------------------------------- | ---------------------------------------- |
| Temp. máx. media (°C)                    | 27.8                                     | 28.3                                     | 28.3                                     | 27.8                                     | 27.8                                     | 27.2                                     | 27.8                                     | 27.8                                     | 28.3                                     | 28.9                                     | 28.3                                     | 27.8                                     | 27.8                                     |
| Temp. mín. media (°C)                    | 18.9                                     | 18.9                                     | 20                                       | 18.9                                     | 18.3                                     | 17.8                                     | 17.2                                     | 17.8                                     | 20                                       | 18.9                                     | 18.9                                     | 18.9                                     | 18.9                                     |
| Precipitación total (mm)                 | 55.9                                     | 58.4                                     | 114.3                                    | 172.7                                    | 106.7                                    | 25.4                                     | 20.3                                     | 20.3                                     | 25.4                                     | 35.6                                     | 68.6                                     | 66                                       | 764.5                                    |
| Fuente: Weatherbase                      |                                          |                                          |                                          |                                          |                                          |                                          |                                          |                                          |                                          |                                          |                                          |                                          |                                          |